# Clan Koyamada

Emblème (mon) du clan Koyamada.

Le clan Koyamada (小山田氏, Koyamada-shi) est un clan japonais dont le quartier général se trouve dans le domaine de Satsuma. Celui-ci est un des plus puissants domaines de la période Edo et joue un rôle majeur dans la restauration de Meiji ainsi que dans le gouvernement de l'ère Meiji qui la suit.

## Source de la traduction
- (en) Cet article est partiellement ou en totalité issu de l’article de Wikipédia en anglais intitulé « Koyamada clan » (voir la liste des auteurs).